# Karate bojevnik 2: Dvoboj
Karate bojevnik 2: Dvoboj je roman o borilnih veščinah slovenskega pisatelja Silvestra Vogrinca. Izšel je leta 2013 (COBISS)

## Snov in motiv
Delo prikazuje svet japonskih borilnih veščin, predvsem karateja in samurajskega mečevanja. Gre za roman o športu, tekmovanjih, urjenju v borilnih veščinah, prijateljstvu in maščevanju. Knjiga je nadaljevanje romana Karate bojevnik 1: Beli galeb (1995) (COBISS), prvega slovenskega romana o borilnih veščinah. Karate bojevnik Robert Resnik se kot lik pojavlja v številnih delih Silvestra Vogrinca o borilnih veščinah, in sicer v romanih Slovenska Elektra: Bojevnica svetlobe, Gladiator, Bojevnikova pot, Orfejeva lira, Perunova sekira idr.

## Vsebina
Glavni junak Robert Resnik zmaga na evropski univerzijadi v karateju, ko v finalu premaga italijanskega tekmovalca Marka Sordija. Japonski sodnik in mojster Koidži Sakuro je tako navdušen nad njim, da mu ponudi šolanje na mednarodni akademiji karateja v ZDA. Robert ga zavrne, saj ostaja zvest svojemu senseju, učitelju Takajuki Šiodi. Kot uči deši, predani iskalec bojevniške poti, se poleti uri v samurajskem mečevanju in kjušo-džicu pri Šiodi pod vznožjem slapa Savice v idiličnem okolju Bohinjskega jezera. Marko Sordi, ki si obupno želi priznanje oblastnega očeta, zaradi neuspeha na univerzijadi stori samomor. Njegov brat Franko, legendarni mečevalec, pravkar znova osvoji naslov svetovnega prvaka v kendu, ko izve za Markovo tragično usodo. Za bratovo smrt okrivi Roberta in se mu sklene maščevati. Odpotuje v Slovenijo. Najprej napade njegovega najboljšega prijatelja Linota, nato pa še Robertovo punco Natašo. Ko se Robert vrne na Ptuj, se v ljudskem vrtu pomerita v mečevanju, v šinken šobu, dvoboju v duhu japonskih bojevnikov, samurajev.

## Ocene
Knjiga je eno prvih in temeljnih del romana o borilnih veščinah. Ima tudi značilnosti športnega romana.